# H. W. J. Thiersch
Heinrich Wilhelm Josias Thiersch, più noto come H.W.J. Thiersch (Monaco di Baviera, 5 novembre 1817 – 3 dicembre 1885), è stato un filologo tedesco, inizialmente teologo protestante e poi ministro nella Chiesa cattolica apostolica di breve durata.

## Biografia
Era figlio del noto classicista Friedrich Thiersch e fratello del chirurgo Karl Thiersch e del pittore Ludwig Thiersch. Studiò filologia all'Università di Monaco dal 1833 al 1835, principalmente sotto il padre ma anche con Friedrich Wilhelm Joseph Schelling e Joseph Görres. Passò alla teologia e si trasferì all'Università di Erlangen, dove dal 1835 al 1837 studiò sotto Hermann Olshausen e Gottlieb von Harless, e poi all'Università di Tubinga dal 1837 al 1838, conseguendo una laurea in teologia.
Fu docente a Erlangen dal 1839, e poi professore di teologia all'Università di Marburg dal 1843. Tra i suoi primi lavori, la sua monografia del 1841 De Pentateuchi Versione Alexandrine (Le versioni del Pentateuco di Alessandria) è accreditata come una delle prime a sottolineare l'importanza dei papiri scoperti di recente per la ricerca sulla Septuaginta.
Già nel 1836, Thiersch si era interessato alla Chiesa cattolica apostolica ("Irvingismo"). Nel 1847 si convertì e nel 1850 si dimise dalla sua cattedra per dedicarsi come ministro a quella chiesa. Visse in varie città come ministero della congregazione dispersa di Irvingite, tra cui Marburgo, Monaco di Baviera, Augusta e Basilea. Fu docente a Marburg dal 1853 al 1858, ma per il resto non ricoprì posizioni permanenti nella sua vita successiva a causa della sua eterodossia religiosa.
La Nuova enciclopedia di conoscenza religiosa Schaff-Herzog (Schaff-Herzog Encyclopedia of Religious Knowledge) del 1911 descrisse la sua vita dopo la conversione come segue: 
(Schaff-Herzog Encyclopedia of Religious Knowledge)